# 航跡波

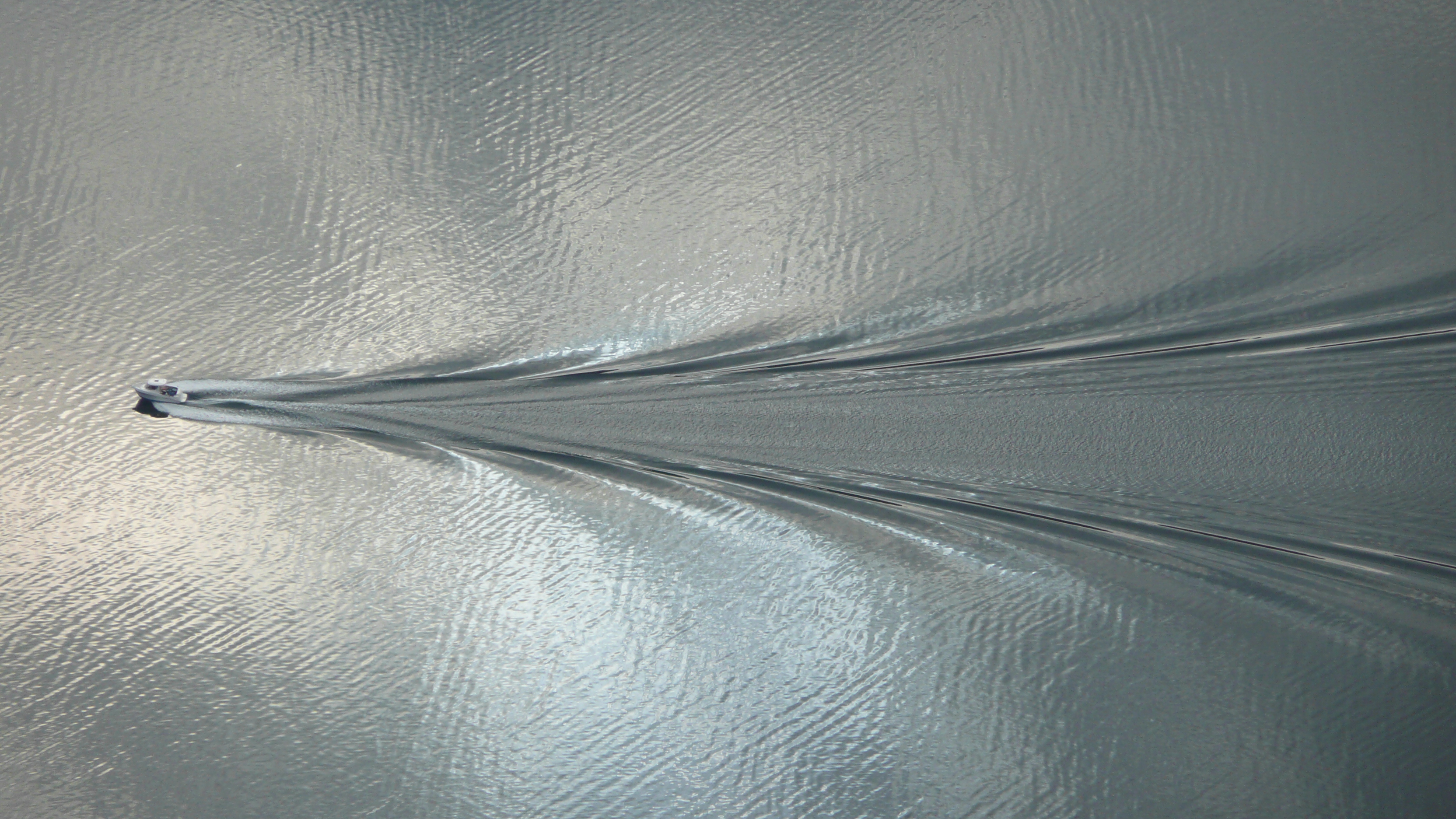
小型の船舶が背後に作るケルヴィン波パターン。

航跡波（こうせきは）、または航走波（こうそうは）、引き波（ひきなみ）、曳き波（英: ship wave, sailing wave, wake）とは、流れの中で静止する物体、もしくは水面を航行する物体（船舶など）の下流側水面に生じる波のパターン。日本の船舶用語ではウェーキとも。

## 概要
水のような非圧縮性流体の表面を船舶が航行すると、船首が押しのけた流体が波（船首波）を生む。あらゆる波形がそうであるように船首波は波源から外に広がっていき、一般に摩擦や分散によってエネルギーが閾値以下となると消失する。多数の円形波が船舶の後方で重ね合わされることで、特有の形を持つ航跡波が作られる。
この過程はフルード数と呼ばれる無次元のパラメータによって特徴づけられる。

## ケルヴィン波パターン

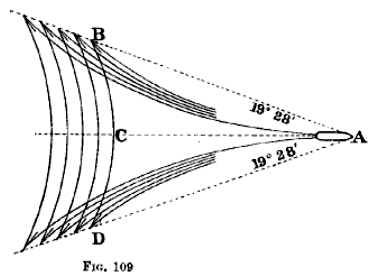
ケルヴィン波パターン。波が発生するのは、運動する船体Aを頂点とする楔形の内部のみである。楔形の半頂角は arcsin(1/3) = 19°28' となる。

水鳥や船舶が水面を進むと、後方に一定のパターンの航跡波が生じる。これを最初に数学的に解明したのはケルヴィン卿であり、今日ではケルヴィン波（Kelvin wake pattern）と呼ばれている。

### パターンの外観
このパターンは航跡の源が頂点となり、2本の航跡線がそこから伸びてVの字を作ったものである。パターンは2種類の波からなる（右図参照）。一つは稜線が船体からハの字型に広がる波（AB、AD）であり、多数が集まって航跡線を成す。もう一つは船の進行方向ACと直交する波（BCD）である。これらはそれぞれ「縦波」「横波」と呼ばれることがあるが、一般的な意味での縦波と横波とは異なる。縦波と横波が交わる頂点（B、D）はカスプと呼ばれる。カスプは波高が減衰しにくく、遠方まで伝わる特性がある。
航跡源の運動が十分遅ければ、進行方向とおよそ53°の角度をなす羽毛状の小波（縦波）が連なって航跡線となり、それぞれの航跡線は航跡源の経路からおよそ arcsin(1/3) = 19.47° だけ開く。合わせて39°開いたV字の内側には、曲線状の横波の連なりが作られる。それぞれの横波は航跡源の経路上に中心を持つ円弧で、横波から航跡源までの距離は円弧の半径に等しくなる。V字の外に波が出ることはない。広いパラメータ範囲にわたって、以上のようなパターンは航跡源の大きさや速さによらない。
これらの角度は媒質に固有の値ではない。粘性が低く、等エントロピーで非圧縮性の流体ならば常に同一の現象が起きる。またこの現象は乱流によるものではない。ここでの議論はすべて、理想流体に関する線形理論のみに基づいている。エアリー波を参照のこと。
パターンが変化するのは、速さが上昇して船体のフルード数がおよそ0.5以上となるときだけである。フルード数が増すにつれ、横波が減衰していくとともに、小波の中で振幅最大となる点が連なって、V字の内部に第二のV字を描く。その開き角は速さが増すとともに小さくなる。

### 導出
水面波は重力と表面張力の作用の組み合わせによって生じる。長波長では前者が支配的（重力波）、短波長では後者が支配的（表面張力波）となる。ケルヴィン波パターンが生じるのは、振幅が大きすぎず、水深が波長に比べて大きい場合の重力波（深水波）である。ケルヴィン波の形成に関わっているのは、以下に示す深水波の分散関係である。
{\displaystyle \omega ={\sqrt {gk}}}
ここで
g = 重力場の強さ
ω = ラジアン毎秒の単位で表される角振動数
k = ラジアン毎メートルの単位で表される波数
上式は深水波の群速度が位相速度の半分であることと、位相速度が波長の平方根に比例することを示している。航跡波パターンを論じるうえで重要な速度パラメータは以下の二つである。
v = 航跡源に対する水の相対速度
c = 波の位相速度、角振動数に依存する
水面を進む物体は小さい擾乱を絶えず生み出している。ここで擾乱とは、様々な波長を持った円形に広がる成分波が重ね合わされたものである。そのうち、波長が長く位相速度が v を越えるものは、周囲の水に散逸していくので容易に観察することができない。一方 v 以下の位相速度を持つ波は、強め合う干渉を起こして目に見える衝撃波を形成する。衝撃波は船体に対して相対的に動かない。

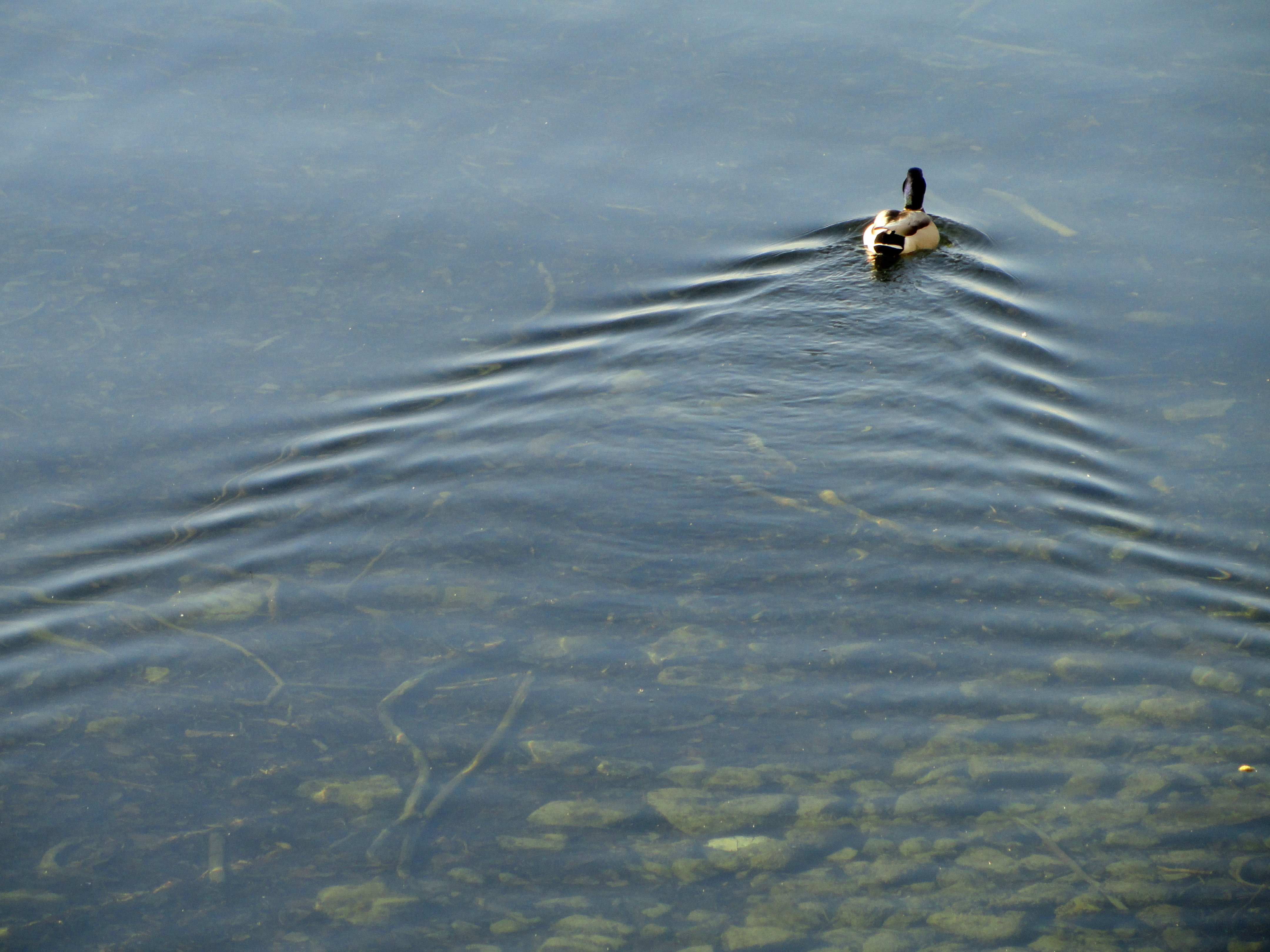
カモが作る典型的な航跡波。

衝撃波の波面と物体の経路が成す角 θ は θ = arcsin(c/v) となる。物体の速さが小さく |+c/v| > 1 であれば、後から発した波が前の波に追いつくことができないので衝撃波は形成されない。
水深が深い場合には、物体の速度が遅くとも衝撃波が形成される。浅水波では位相速度が波長に依存しないのに対し、深水波では波長が十分に短ければ必ず位相速度が物体速度を下回るためである。このとき衝撃波の波面は単純な予測よりも鋭い角度で物体の経路と交わる。その理由は、強め合う干渉が起きる領域を決めるのは群速度であり、深水波では群速度が位相速度の半分であるためである。
衝撃波はそれぞれ単独では33°から72°までの範囲に生じるが、そのすべてが重ね合わされて作られる狭い航跡線は15°から19°までの範囲を取り、そのうち強め合う干渉がもっとも著しいのは外端（角度にして arcsin(1/3) = 19.47°）となる。これによって名高いケルヴィン波パターンのV字が作られる。
簡単な作図により、θ がいかなる値であろうとも、v 、c 、g によらず、船の経路に対する衝撃波群の角度が19.47°となることを示すことができる。その導出に必要なのは、群速度が位相速度 c の半分だという事実のみである。どの惑星の上でも、水面をゆっくり運動する物体の有効マッハ数は必ず3（超音速領域）となるのである。

連続的に擾乱（円形波）を発しながら運動する浮体（文献Fig. 12.3）。円は波面を表し、その包絡線が衝撃波となる。

物体が水面をゆっくり運動する、すなわちフルード数が小さい場合、ケルヴィン波のV字パターンの開き角が普遍的に決まるというライトヒル＝ウィザムの議論を以下に示す。船が右から左へ一定の速さ v で運動しながら、様々な波長を持つ（したがって波数 k や位相速度 c(k) も異なる）波を発し続けているものとする。衝撃波の場合、問題となる位相速度の範囲は c(k) < v である（ソニックブームやチェレンコフ放射なども参照）。河に杭を立てたときのように、固定された物体に対して水が流れてくると見ても問題は変わらない。
はじめにただ一つの k 成分について考えると、右図のように、発された波面すべてと接する包絡線は直線となり、標準的な楔形の衝撃波面を形作る。すでに述べたように、これらのV字の開き角は波数 k によって変わる。ただし、実際に観察されるのはこのような一つのV字ではなく、様々な k を持つ衝撃波が波群を形成したものである。

点 Q で擾乱を発した浮体が点 P に達したところ（文献Fig. 12.2）。ここで Ψ は波源の経路と波の伝播方向が成す角である。実線の円は波群の稜線を表す。

一つの波数 k を持つ成分波の成分について、右のような図を作る。点 Q にいた船体が円形波を発したとする。時間 t の間に船は速度 v で点 Q から点 P まで移動し、波面は位相速度 c で広がって半径 QS の円となった。ただし、点 P から円に引いた接線を PS とする。船が航路に沿ってこのような円を多数発したとすれば、その包絡線 PS に沿って波の稜線が生まれ、V字パターンの一辺を成す。
ここで明らかに PQ = vt かつ SQ = ct = vt cosΨ である。ただし、稜線の進行方向と船の進行方向が成す角を Ψ と置く。角PSQが直角であるため、点 S は PQ を直径とする円上にある。異なる k を持つ成分波を考えても、位相速度 c が異なるので稜線が進む方向（Ψ）は変わるものの、点 S がこの円上にあることは変わらない。
さて、k に近い波数を持つ成分波が重ね合わされて波群を形成したとしよう。点 Q を発した波群は群速度にしたがって進む。前述のとおり深水波の群速度は c/2 であるから、波群の稜線の現在位置は SQ の中点 T である。ここであらゆる k について考えると、すべての波群の稜線はやはりある点 R を中心とする小円の上にある。明らかに RQ = PQ/4 であり、小円の半径は vt/4 となる。つまり、見かけ上は点 R から円状の波群が発したと考えることができる。船の航行に伴って断続的にこのような小円が生まれ、その重ね合わせが航跡波となる。
ここで P からこの小円に接線を引くと、接線が船の経路 PQ とが成す角について、その正弦が一定値 TR/PR = 1/3 となることが容易に示せる。この角を θ とすると、
{\displaystyle \theta \equiv {\frac {\pi }{2}}-\Psi =\arcsin \left({\frac {1}{3}}\right)=19.47^{\circ }}
の関係がある。航跡波はすべて接線の内側でのみ起こり、その外には達しない。これはいかなる k 、c 、Ψ 、g についても成り立つ。ここまでの議論で用いたパラメータは群速度と位相速度の比1/2だけで、ほかは全く必要としない。

### その他の効果
ここまでに述べたのは、船の推進機が水に影響を与えない理想的な航跡である。一般に、現実の船が作るV字パターンの内側は、プロペラ後流と、角張っている船尾の背後に作られる船尾渦の影響を受けて不明瞭になる。また、船体が点波源ではなく大きさを持つこともパターンを変化させる。
水は静止している必要はなく、大きな川のように流れていても構わないが、その場合船体などの航跡源に対する水の相対速度を考えなければならない。
船尾もまた、船首波に似た波を作る。船首が水を押し退けて進むのに対して、船尾が進んだ後にできた空間には水が流れ込んでくるので、船尾波は船首波と逆位相となる。これらが強め合う干渉の条件を満たしていれば、振幅が大きい航跡波を生むことになる。このとき船は大きな造波抵抗を受ける。

### ギャラリー

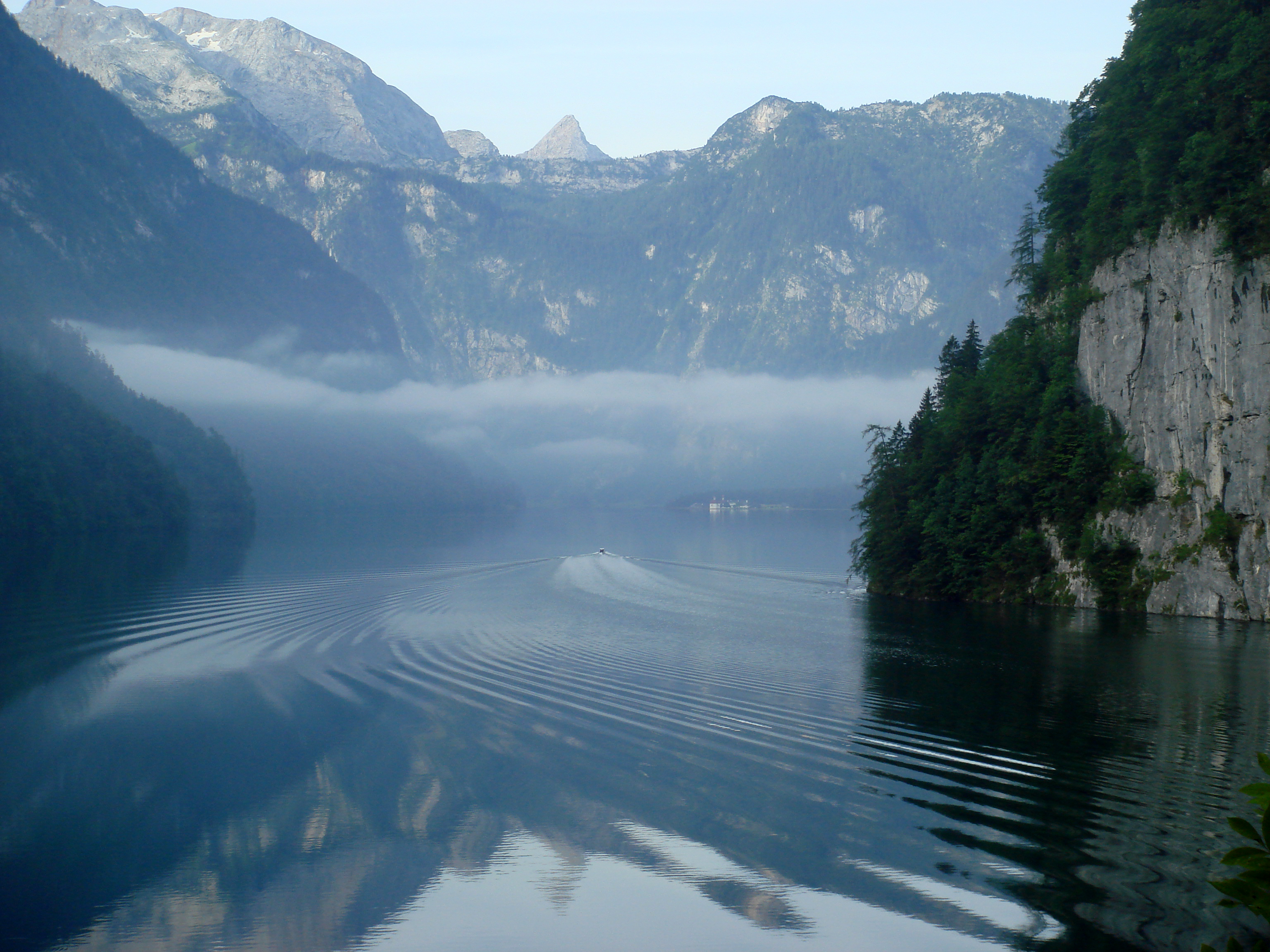
高山湖（ケーニヒス湖）を横切るボートの航跡。
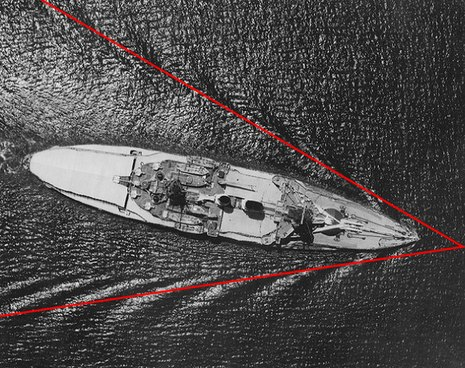
39°の船首波。
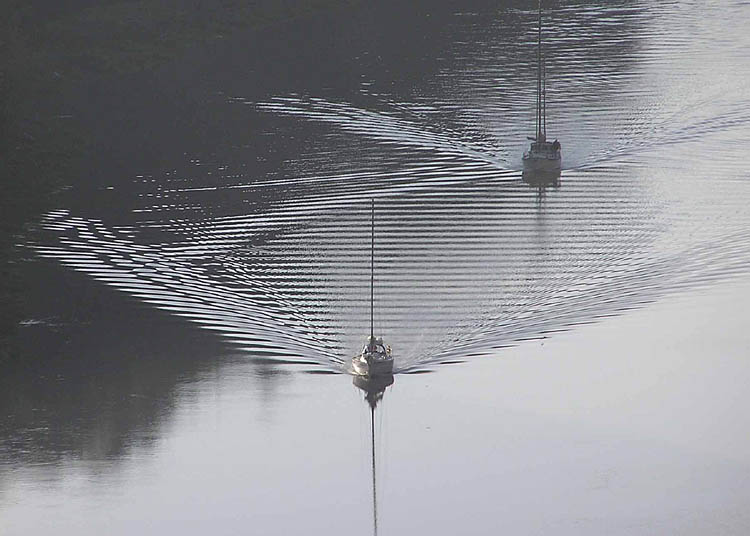
ゆっくり航行している2艘の小型船の航跡。手前の船は定規で引いたかのような目覚ましい波を作っている。
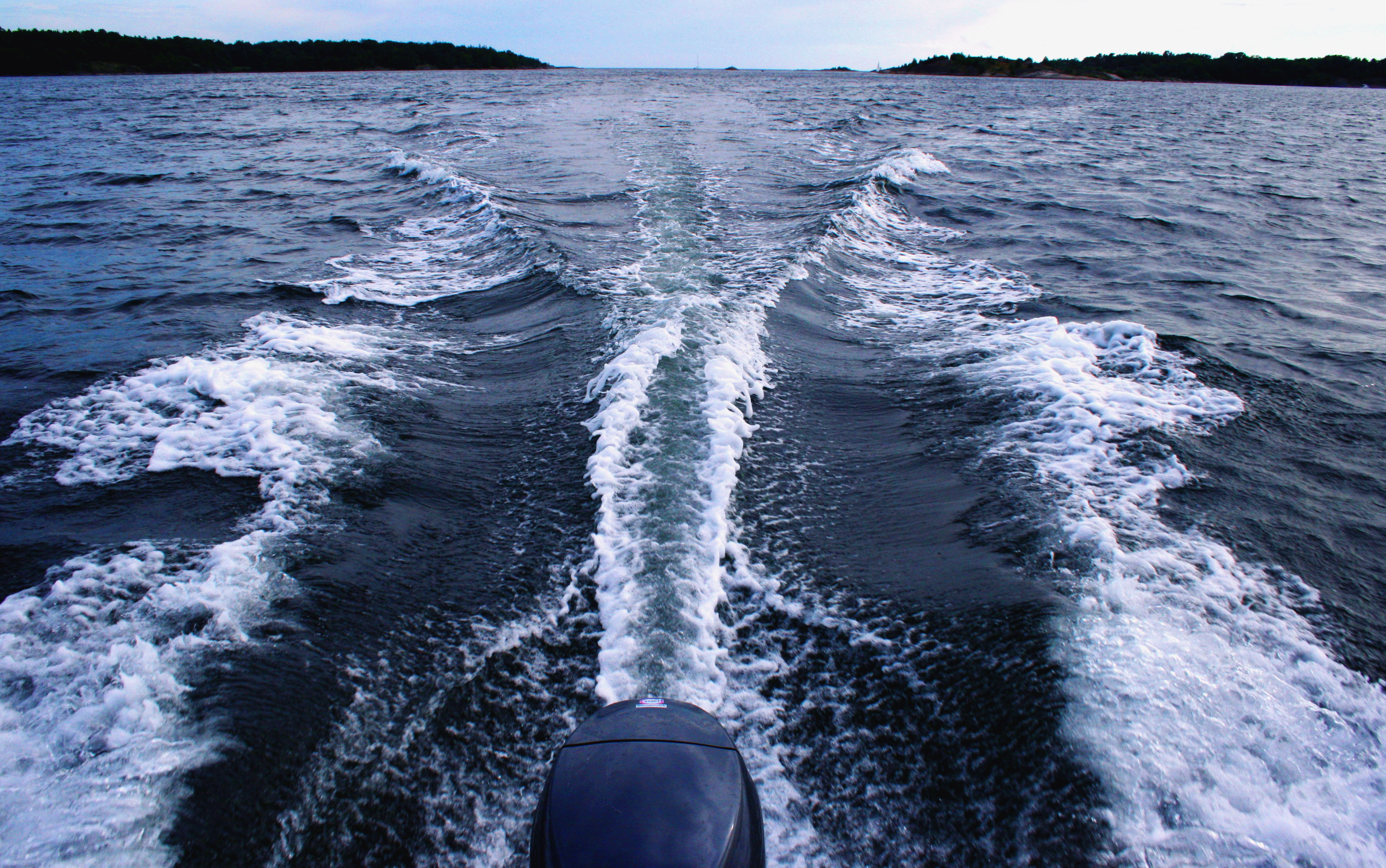
船外機を備えた高速の小型モーターボートが作る航跡。
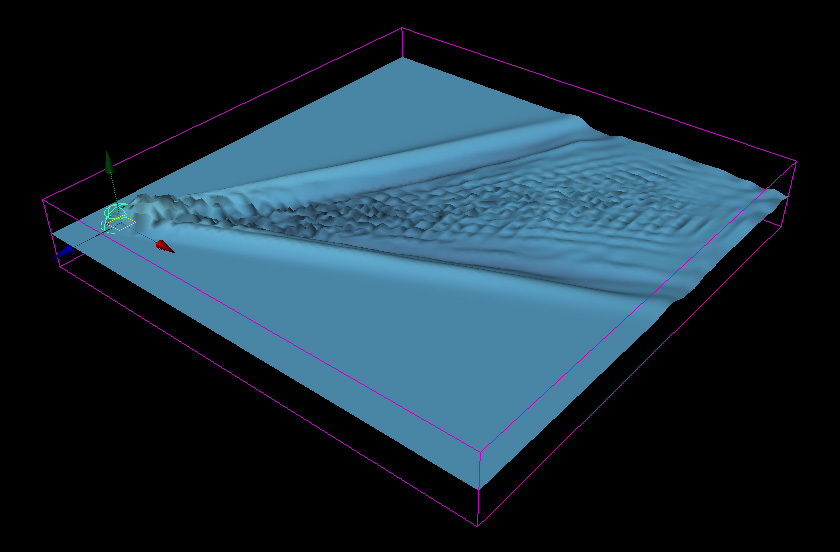
航跡のシミュレーション。
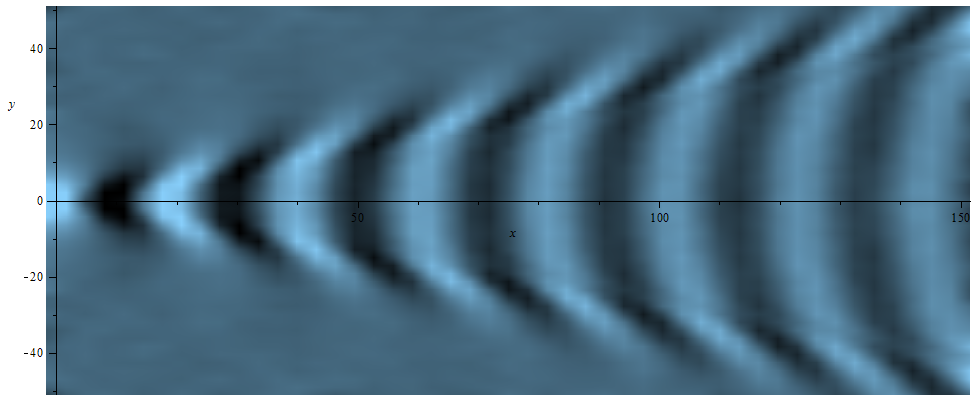
擾乱が重ね合わされたケルヴィン波を表す密度グラフ。
- 艀の航跡の動画。
- 大型のモーターボートの背後に作られた航跡の動画。

## 規制と利用
マリーナなどでは、係留浮体に損害を与えたり、他の船舶の航行を妨げたりしないように、係留施設の周辺区域で航跡波を立てて航行することを禁止する場合がある。英国では動力付きのナロウボートが水路を航行する際、川岸を侵食する砕波となるほど大きな航跡波を立てることが禁じられている。この規則により、通常ナロウボートは4法定マイル毎時より低い速度で航行しなければならない。
航跡波はレクリエーションに利用されることがある。遊泳者や水上オートバイ、イルカのような水棲哺乳類は航跡波の波頭に乗ることができる。スポーツの一種ウェイクボードでは、航跡波はジャンプ台として用いられる。またウェイクサーフィンは航跡波に乗るサーフィンの一種である。水球では、クロールで泳ぎながら、腕が起こす航跡波によってボールを運ぶ技術をドリブルと呼ぶ。
53-61 (魚雷)に搭載された誘導装置は、目標の航跡波を追尾する『ウェーキホーミング（航跡追尾）方式』を採用している。

### ギャラリー

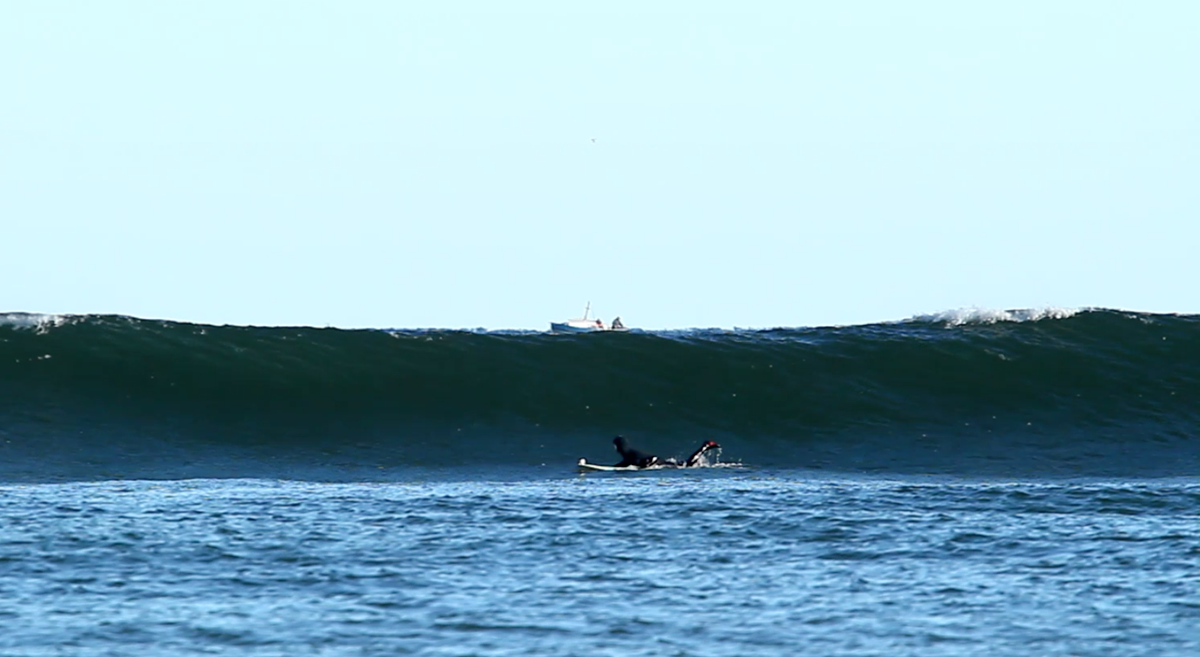
ベルリン近郊で唯一サーフィンが可能なスポットは、付近を航行する船から航跡波が届く沿岸であった[11]。ドキュメンタリー動画Surf Berlinより。
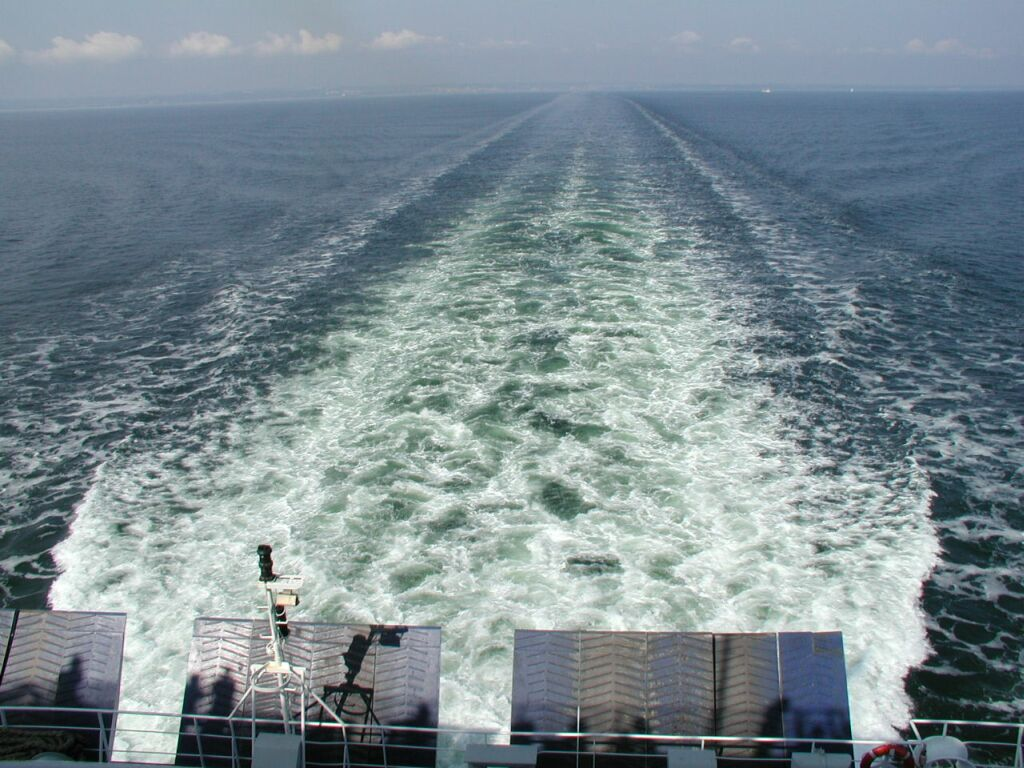
バルト海を航行するフェリーが作る航跡波。
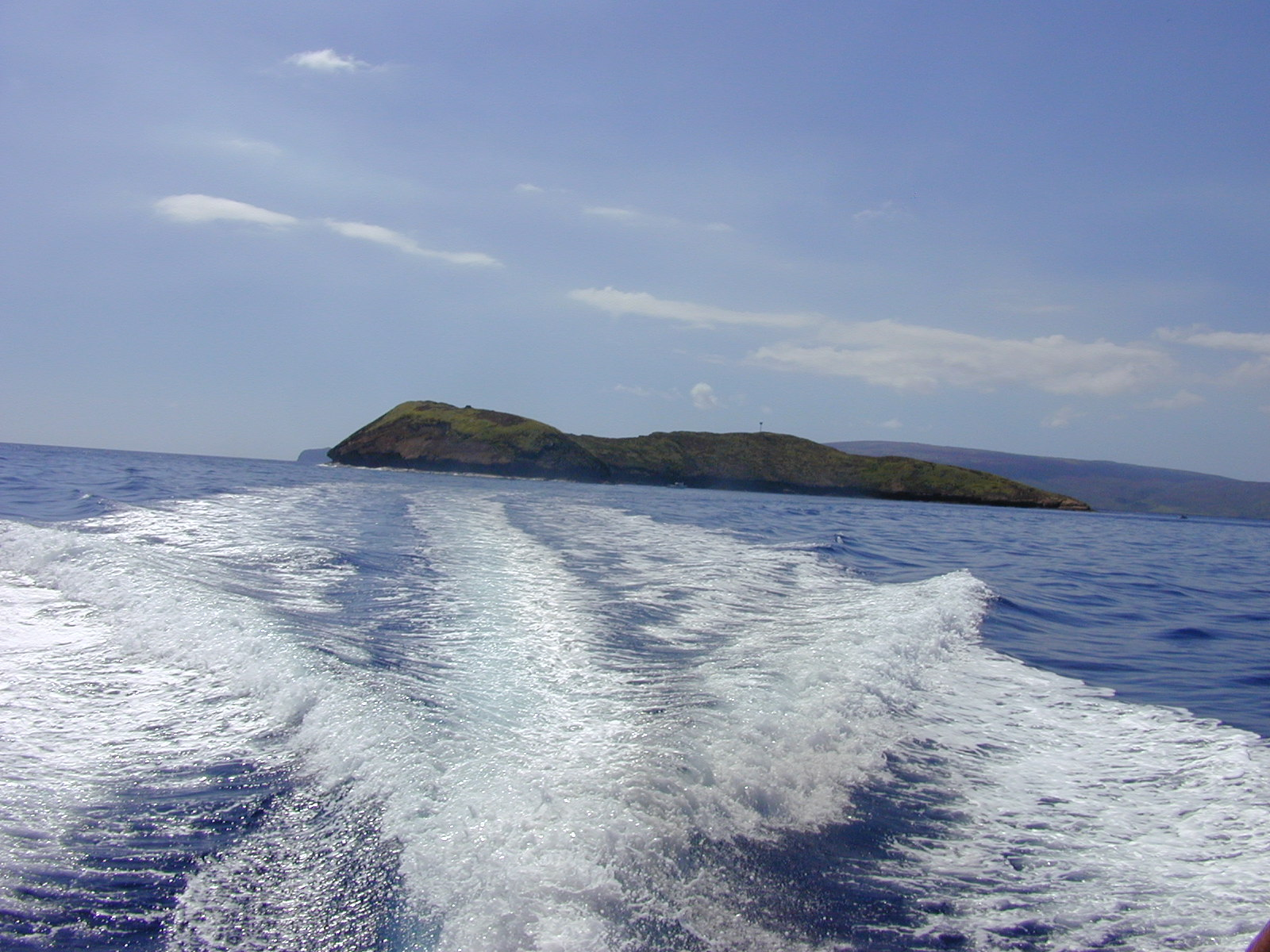
ハワイ諸島で船舶が作る航跡波。
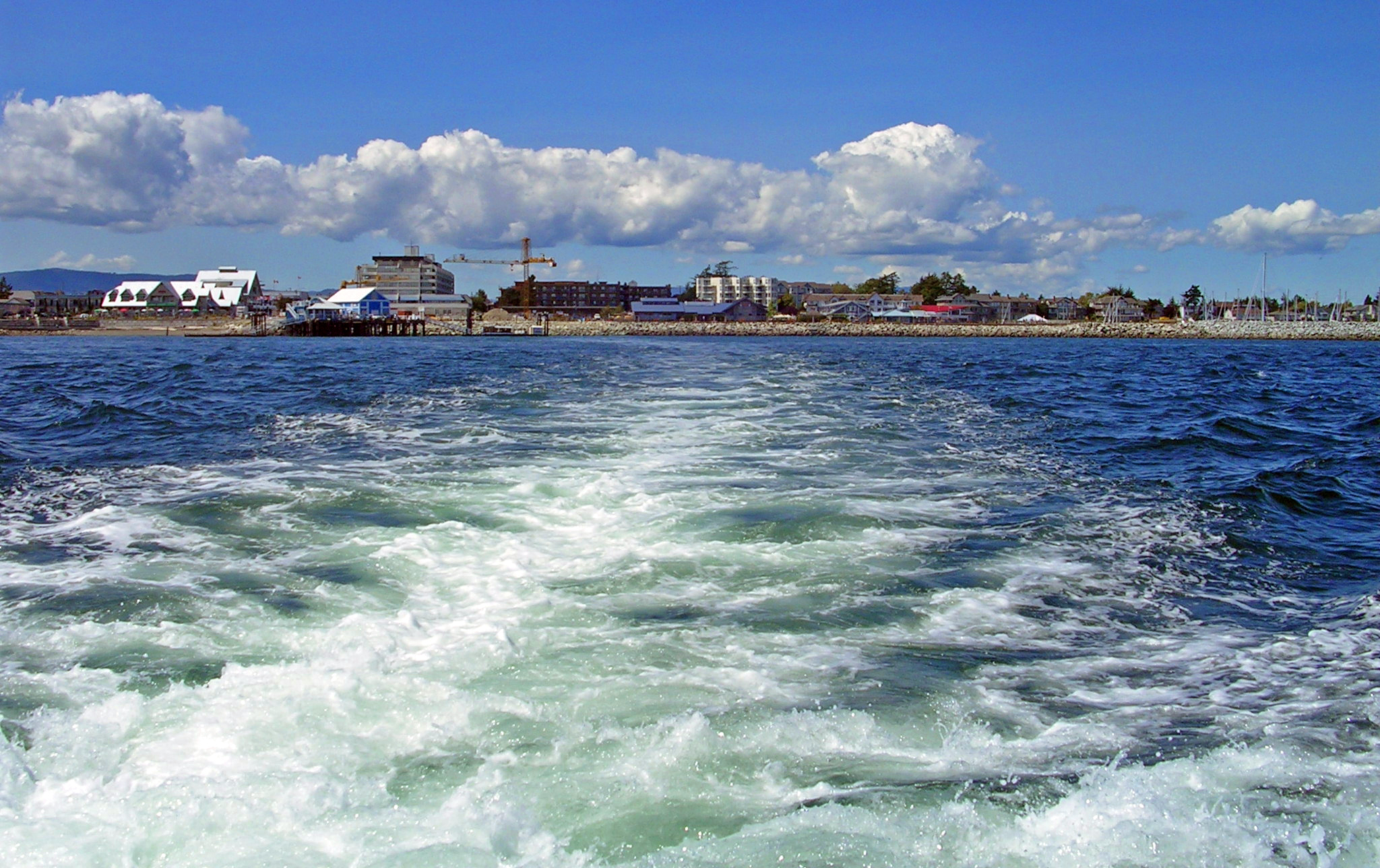
カナダのブリティッシュコロンビアを離れたばかりのフェリーの航跡波。